# Лоза, Григорий Матвеевич
Григорий Матвеевич Лоза (16.02.1907, ст. Старо-Титаровская Темрюкского района Краснодарского края — 13.08.1981, Москва) — учёный в области экономики и организации с.-х. производства. Академик ВАСХНИЛ (1960). В 1951—1963 ректор ТСХА.

## Биография
Окончил Московскую сельскохозяйственную академию им К. А. Тимирязева (1930).
Аспирант (1930—1931), старший научный сотрудник, заведующий сектором зерновых совхозов (1931—1937) ВНИИ совхозов. Кандидат с.-х. наук (1936).
В 1936—1939 доцент кафедры организации и экономики сельского хозяйства Всесоюзной академии социалистического земледелия. 
В 1938—1942 зав. кафедрой экономики и организации с.-х. производства Московского института механизации и электрификации сельского хозяйства.
Декан экономического факультета (1942—1943), проректор по н.-и. работе (1943—1951), ректор (1951—1963) ТСХА. Профессор (1956), академик ВАСХНИЛ (1960). Один из немногих академиков, не имевших ученой степени доктора наук.
С 1963 академик-секретарь Отделения экономики и организации с.-х. производства ВАСХНИЛ.
Заслуженный деятель науки РСФСР (1971). Награждён орденами Ленина (1961), Октябрьской Революции (1977), 3 орденами Трудового Красного Знамени (1945, 1953, 1965), медалями СССР, ВСХВ и ВДНХ, золотой медалью им В. С. Немчинова (1974), орденом «Кирилла и Мефодия» (Болгария).
Член-корреспондент (1967) Академии с.-х. наук ГДР.
Автор учебников и учебных пособий по экономике и организации сельскохозяйственного производства.
Умер в 1981 году. Похоронен на Митинском кладбище.